# دیوید کارانکا
دیوید کارانکا (انگلیسی: David Karanka؛ زادهٔ ۲۰ آوریل ۱۹۷۸) بازیکن فوتبال اهل اسپانیا است.
از باشگاه‌هایی که در آن بازی کرده‌است می‌توان به باشگاه فوتبال رئال مورسیا، باشگاه فوتبال اتلتیک بیلبائو، باشگاه فوتبال اسپورتینگ خیخون، و باشگاه فوتبال اتلتیک بیلبائو بی اشاره کرد.
وی همچنین در تیم ملی فوتبال باسک بازی کرده‌است.